# Williams' leeuwerik
Williams' leeuwerik (Mirafra williamsi) is een zangvogel uit de familie Alaudidae (leeuweriken). De vogel werd in 1956 door James David Macdonald beschreven en vernoemd naar J.G. Williams, toenmalig conservator vogels aan het natuurhistorisch museum in Nairobi.

## Kenmerken
De vogel is gemiddeld 14 cm lang en lijkt sterk op de kordofanleeuwerik (M. cordofanica) en de ratelleeuwerik (Amirafra rufocinnamomea). De vogel is lichter van kleur dan de ratelleeuwerik, maar niet zo licht als de kordofanleeuwerik. Opvallend zijn de witte keel, meer contrastrijke koptekening en de bijna witte buik.

## Verspreiding en leefgebied
Deze soort is endemisch in noordelijk en centraal Kenia. De leefgebieden liggen in woestijnen met een rots- of lavabodem en laag struikgewas. Over de ecologie van de vogel is nog weinig bekend.

## Status
De grootte van de populatie wordt geschat op 200.000 volwassen vogels. Op de Rode lijst van de IUCN heeft deze soort de status niet bedreigd.